# Luftangriffe auf Osaka
Die Luftangriffe auf Osaka in den letzten neun Monaten des Zweiten Weltkrieges zerstörten die japanische Stadt Osaka zu großen Teilen. In der Zeit von März bis August 1945 war die Stadt siebenmal das Ziel von Bombereinheiten der United States Army Air Forces (USAAF).

## Wirtschaftliche Bedeutung der Stadt
Im Jahr 1944 war Osaka nach Tokio das bedeutendste Industriezentrum auf den japanischen Hauptinseln. Daneben war sie das traditionelle Handelszentrum Japans sowie der Sitz der Verwaltung der Präfektur Osaka. Zu dieser Zeit hatte die Stadt rund 2,8 Millionen Einwohner und eine Bevölkerungsdichte von 45.000–130.000 Einwohner pro km². Damit gehörte Osaka zu den drei am dichtesten besiedelten Städten Japans. Das Stadtgebiet und die Agglomeration umfasste eine Fläche von rund 155 km².
Die Stadt hatte verschiedene große Industrieviertel mit weiträumigen Fabrikanlagen. Daneben existierten über die ganze Stadtfläche verteilt eine Vielzahl von Kleinbetrieben und Heimindustrien. Bei der Stadtverwaltung waren insgesamt 16.155 Unternehmen eingetragen. Osaka war ein wichtiger Standort für die Petrochemie und die Schwerindustrie. Im Stadtgebiet waren verschiedene Stahlwerke und Gießereien für die Zivil- und Rüstungsindustrie angesiedelt. In der Stadt gab es verschiedene Munitionsfabriken sowie verschiedene große Arsenale für das Heer (Armee), die Luftstreitkräfte und die Marine. In Osaka, insbesondere dem Arsenal Osaka, wurde rund 20 % der Waffen für die Kaiserlich Japanische Armee produziert.
Osaka verfügte über einen der bedeutendsten Häfen Japans. Der große Tiefwasserhafen umfasste weiträumige Lagerareale und mehrere große Werften. In diesen wurden rund 10 % der Kriegsschiffe für die Kaiserlich Japanische Marine gebaut. Daneben war Osaka der Eisenbahnknotenpunkt von sechs Hauptlinien sowie der Knotenpunkt von verschiedenen Fernstraßen. Dies machte die Stadt zu einem der wichtigsten Verkehrsknotenpunkt im ganzen Land.

## Chronologie der Luftangriffe

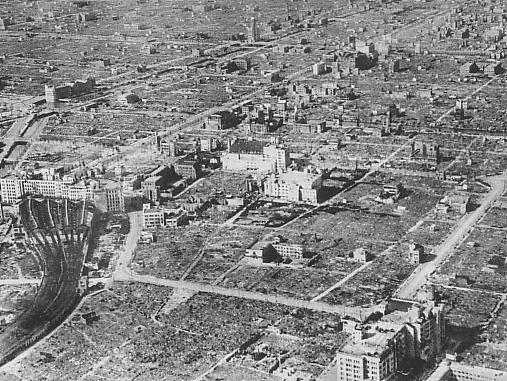
Der Stadtteil Namba nach der Bombardierung

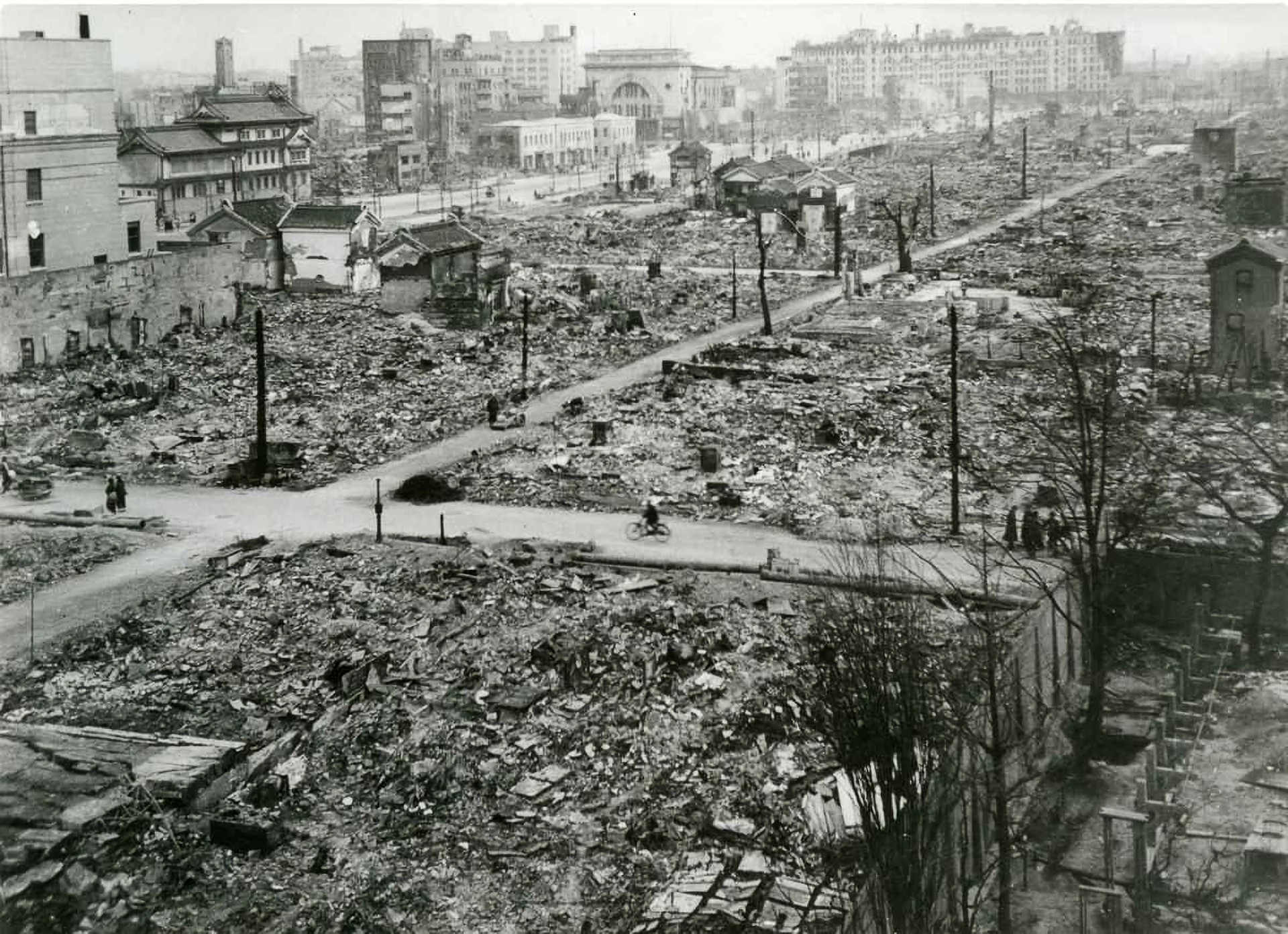
In der Nähe von Shinsaibashi nach den Luftangriffen von Osaka

Das vorrangige Ziel der Luftangriffe war die Zerstörung der industriellen Kapazität von Osaka. Die Absicht dieser Angriffe war die Schwächung der japanischen Rüstungsindustrie, um die Versorgung der Kaiserlich Japanischen Armee einzuschränken und zu unterbinden. Das zweite Ziel war die Bevölkerung von der Stadt. Mit der Vernichtung der Arbeitskräfte erhofften sich die Planer massive Einbußen in der Industrieproduktion. Dies sollte zu Versorgungsengpässen beim Militär und der Zivilbevölkerung führen. Weiter wollte man die Moral (Arbeitsmoral, Durchhaltewillen usw.) der Bevölkerung schwächen oder brechen.
Osaka wurde bei der strategischen Bombardierung Japans eine geringere Bedeutung als Nagoya und Tokio beigemessen und vorerst nicht angegriffen. Gemäß der von Henry H. Arnold festgelegten Zieldirektive für das XXI Bomber Command hatten die Städte mit Flugzeugwerken die höchste Priorität. Danach folgten die anderen urbanen Gebiete mit Industriezentren in der zweithöchsten Priorität. Die Direktive sah weiter vor, dass Brandbombenangriffe auf die urbanen Gebiete beginnen sollten, sobald ausreichend B-29 Superfortress-Bomber sowie genügend Brandbomben eine intensive Bombardierung ermöglichten. Bis dahin wurden weiter die Flugzeugwerke, mit wenig Erfolg, aus großer Höhe bombardiert.
Anfang November 1944 wurde die Twentieth Air Force (20th AF) unter Brigadegeneral Curtis LeMay mit den ersten Chargen AN-M69-Napalm-Streubomben beliefert. Dieser Brandbombentyp war eigens für den Angriff auf japanische Städte entwickelt worden. Nach den ersten Flächenbombardements von Tokio, Nagoya und Kōbe mit diesem Bombentyp, stand Osaka auf der Zielliste des XXI Bomber Command. Aufgrund der vorherrschenden Bauweise und der schwach ausgeprägten Zivilverteidigung war Osaka durch den Einsatz von Brandbomben stark gefährdet. Das städtische Gebiet war überaus dicht bevölkert und die meisten Gebäude aus leicht entflammbaren Materialien wie Holz oder Papier errichtet. Zusätzlich lagen Industrie- und Militäranlagen mitten in dicht besiedelten Gebieten. Neben den Flächenbombardements der Wohngebiete flog die Twentieth Air Force auch Präzisionsangriffe gegen einzelne Fabriken und es erfolgten ebenso trägergestützten Luftangriffe durch die US Navy.

### 13. März 1945
Mit der Mission 42 der Twentieth Air Force (20th AF) erfolgte das erste große nächtliche Flächenbombardement auf Osaka. An der Operation Peachblow I beteiligten sich B-29-Bomber der Geschwader 73rd, 313th und 314th Bombardment Wings. Die Bomber waren im Durchschnitt mit je 5.443 Kilogramm AN-M47-Brandbomben oder M18 (E28)-Streubomben mit je 38 AN-M69-Napalmbomben beladen. Nachdem eine B-29 unmittelbar nach dem Start ins Meer stürzte, erreichten von 110 auf den Marianen gestarteten Flugzeugen 94 Osaka. 15 Bomber mussten den Einsatz wegen technischer Probleme und heftiger Höhenwinde frühzeitig abbrechen. Kurz nach Mitternacht erreichten neun vorausfliegende Bomber vom 314th Bombardment Wing bei starker Bewölkung das Zielgebiet. Diese markierten mit Radarhilfe das Stadtzentrum, südlich der Burg Ōsaka mit AN-M47-Brandbomben. Die nachfolgenden Formationen bombardierten daraufhin während rund drei Stunden das markierte Zielgebiet mit AN-M69-Napalmbomben. Der Angriff erfolgte aus einer Flughöhe von 1.524–2.865 m. Fünf Bomber konnten das Zielgebiet nicht ausmachen und luden die Bomben ungezielt über der Stadt ab. Bei diesem Einsatz wurden 50,8 Tonnen AN-M47- sowie 1.616,6 Tonnen AN-M69-Brandbomben abgeworfen. Diese entfachten innerhalb kurzer Zeit ausgedehnte Flächenbrände in dem dichtbebauten Stadtzentrum. Die überforderte Feuerwehr und vorgängig angelegte Brandschneisen konnten nicht verhindern, dass 21 km² städtischer Wohnraum komplett niederbrannte. 134.744 Wohnhäuser sowie 4.222 Geschäfte und Betriebe wurden ein Raub der Flammen. Darunter waren 119 als kriegswichtig eingestufte Industriebetriebe. Gemäß japanischen Angaben forderte der Angriff in der Stadt 3.696 Tote, 8.466 Verletzte und 678 Vermisste. 500.404 Personen wurden durch den Angriff obdachlos. Weitere 425.343 Personen wurden nach dem Angriff evakuiert oder verließen die Stadt eigenmächtig. Der Angriff stieß nur auf schwache japanische Gegenwehr. Während des Luftangriffes zählten die B-29-Besatzungen neben schwachem Flakfeuer 40 Attacken durch japanische Jagdflugzeuge, welche 13 Bomber beschädigten. Nach dem Angriff vermeldeten die Amerikaner den Abschuss eines japanischen Flugzeuges. Bei diesem Einsatz ging eine B-29 aus unbekannten Gründen verloren.

### 1. Juni 1945

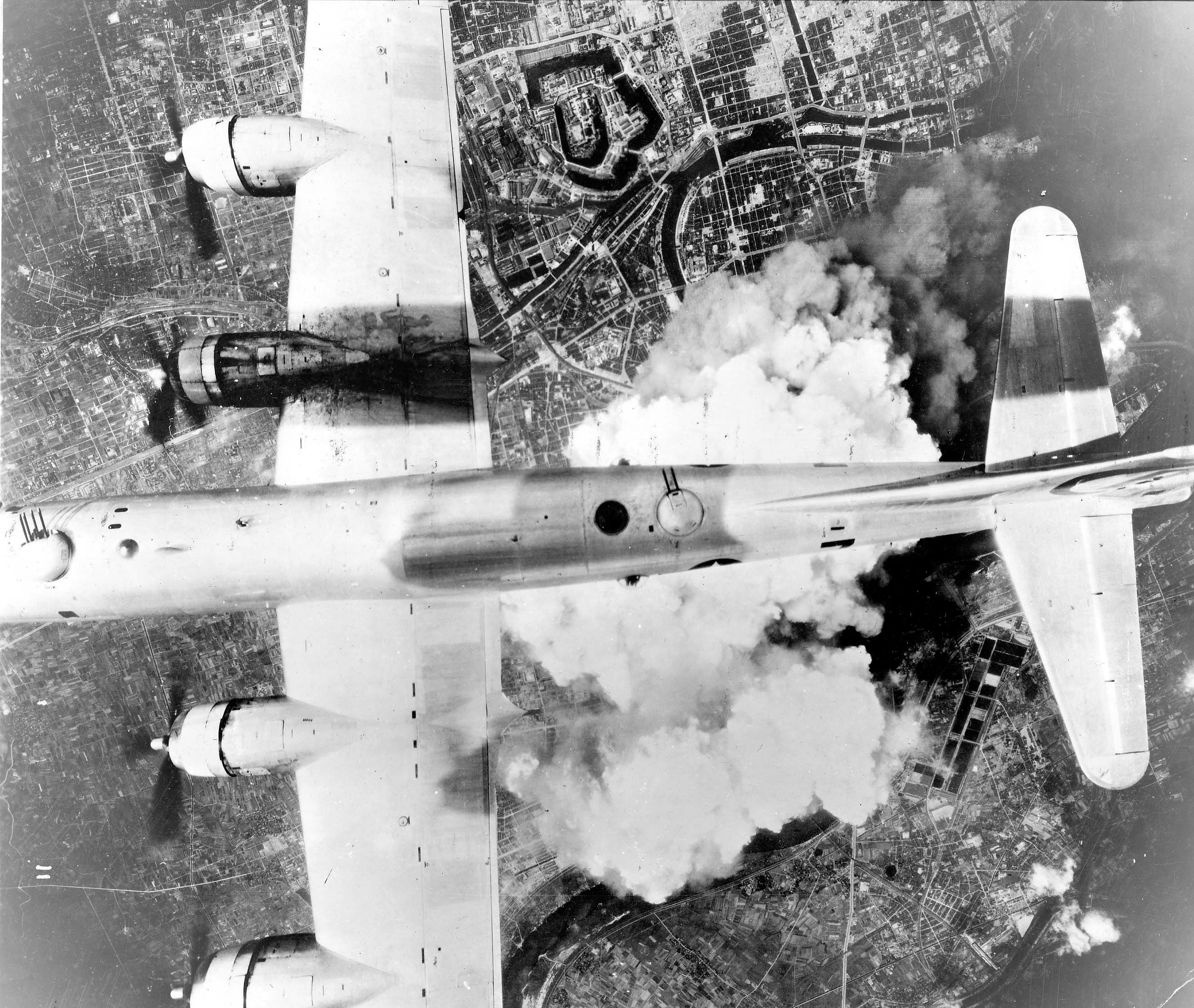
Eine B-29 der 6th Bomb Group (313th Bombardment Wing) am 1. Juni 1945 über Osaka

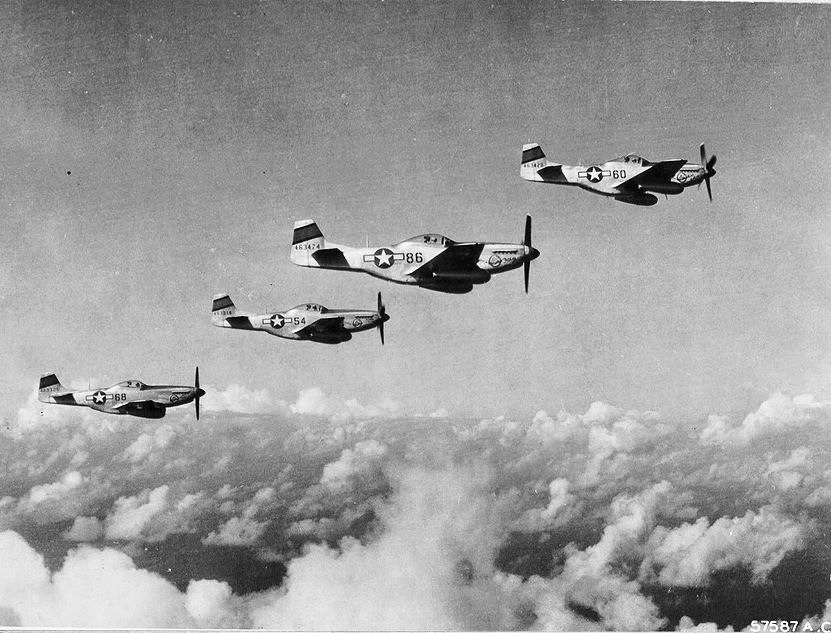
In Iwo Jima stationierte P-51 Mustang der 15th Fighter Group (VII Fighter Command) als Begleitschutz im Juni 1945

Die Mission 187 der 20th AF war ein Tagesangriff mit einem Flächenbombardement von Osaka. Für diesen Einsatz sammelte das XXI Bomber Command nahezu alle verfügbaren Kräfte der 58th, 73rd, 313th und 314th Bombardment Wings zusammen. Die 509 auf den Marianen gestarteten B-29 wurden von 108 P-51 Mustang Jagdflugzeugen des VII Fighter Command aus Iwojima eskortiert. Als die Formationen zwischen Iwojima und Japan durch eine unvorhergesehene Schlechtwetterfront flogen, kollidierten zwei B-29-Bomber miteinander und stürzten ab. 33 weitere Bomber mussten den Einsatz abbrechen. Ebenso stürzten 27 Jagdflugzeuge des Begleitschutzes ab, während sie bei heftigen Turbulenzen durch die dichten Wolken flogen. Von dem Begleitschutz konnten daraufhin nur noch 27 Flieger die Bomber bis nach Osaka begleiten. 458 B-29 erreichten in loser Formation, in einer Flughöhe von 5.486–8.687 m die japanischen Hauptinseln. Von vorausfliegenden Flugzeugen wurde das nördliche Hafenviertel, in der Region des Flusses Yodo mit AN-M47-Brandbomben markiert. Daraufhin bombardierten die Hauptformationen während rund einer Stunde das markierte Gebiet mit Brand- und Splitterbomben. 16 Bomber konnten das Zielgebiet nicht ausmachen und luden ihre Bomben aufs Geratewohl über dem Stadtgebiet ab. In den Zielgebiet befanden sich neben den Hafenanlagen verschiedene Geschäfts- und Wohnviertel sowie eine große Anzahl solid gebauter Fabriken und Lagerhallen. Gegenüber dem Angriff vom 13. März war das Zielgebiet weniger dicht bebaut und schwerer entzündbar. Obwohl der Angriff eine weniger starke Konzentration erreichte und die Bomben mit einer geringeren Trefferdichte einschlugen, wurden weitere 8,5 km² Stadtgebiet niedergebrannt. In Abhängigkeit von den individuellen Zielen wurden bei diesem Einsatz 1.222,9 Tonnen AN-M47-Brandbomben, 568,8 Tonnen AN-M50-Stabbrandbomben, 674 Tonnen AN-M69-Napalmbomben und 85,3 Tonnen AN-M26-Splitterbomben abgeworfen. 64.152 Wohnhäuser sowie 4.222 Geschäfte und Fabriken wurden ein Raub der Flammen. Der Angriff forderte in der Stadt 3.960 Tote, 10.035 Verletzte und 877 Vermisste. 218.508 Personen wurden durch den Angriff obdachlos und 122.731 Menschen wurden nach dem Angriff evakuiert. Während des Einsatzes zählten die B-29-Besatzungen neben heftigen Flakfeuer 85 japanische Jagdflugzeuge die 221 Angriffe auf die Bomberformation flogen. Nach dem Angriff beanspruchten die Amerikaner 16 Abschüsse sowie neun wahrscheinliche Abschüsse für sich. 24 weitere japanische Flieger sollen beschädigt worden sein. Auch die amerikanischen Verluste waren hoch und zehn B-29 gingen verloren: Zwei gingen beim Anflug durch eine Kollision verloren und zwei weitere B-29 stürzten infolge technischer Probleme ab. Das starke und präzise Flakfeuer über dem Ziel führte zum Verlust von fünf Bombern und beschädigte vier weitere. Eine weitere B-29 ging aus unbekannten Gründen verloren. Vier Bombern gelang es auf dem Meer notzuwassern. Von deren Besatzungen konnten bis auf zwei alle gerettet werden. 81 B-29 mussten während des Einsatzes auf Iwojima notlanden.

### 7. Juni 1945
Mit der Mission 189 führte die 20th AF einen weiteren Tagesangriff mit einem Flächenbombardement von Osaka durch. Das Ziel war das nördliche Stadtgebiet. In diesem Gebiet lagen neben Wohnquartieren verschiedene Eisenbahnanlagen, Fabriken und Arsenale (dabei eines der größten von Japan). Die B-29-Bomber der 58th, 73rd, 313th und 314th Bombardment Wings erhielten ab Iwojima Begleitschutz von 144 P-51 Mustang-Jagdflugzeugen des VII Fighter Command. Von 449 gestarteten Bombern erreichten 418 die Stadt. 18 Bomber mussten wegen stürmischen Wetters den Flug bereits frühzeitig abbrechen und neun weitere Bomber flogen das Ausweichziel an. 409 Bomber luden ihre Bombenlast mittels Radarhilfe aus einer Höhe von 5.456–7.056 m, über einer nahezu kompakten Wolkendecke auf ihre Ziele ab. Neun weitere Bomber konnten ihre Ziele nicht ausmachen und luden ihre Bomben ungezielt über der Stadt ab. Die B-29 der 73rd, 313th und 314th Bombardment Wings warfen 962,5 Tonnen AN-M47-Brandbomben, 520,7 Tonnen AN-M69-Napalmbomben sowie 185 Tonnen AN-M74-Napalmbomben ab. Die Bomber des 58th Bombardment Wing luden 729,4 Tonnen AN-M64- (500-Pfund / 227 kg) und AN-M65-Sprengbomben (1.000-Pfund / 454 kg) über den Arsenalen ab. Die arg dezimierte Feuerwehr konnte nicht verhindern, dass nochmals über 5,9 km² Stadtgebiet niederbrannte und 54.287 Wohnhäuser sowie 1.022 Fabrikgebäude zerstört wurden. Gemäß japanischen Angaben forderte der Angriff in der Stadt 1.408 Tote, 5.454 Verletzte und 260 Vermisste. 195.682 Personen wurden durch den Angriff obdachlos und 156.330 Menschen mussten nach dem Angriff evakuiert werden. Bei diesem Einsatz beobachteten die amerikanischen Flieger zehn japanische Jagdflugzeuge die 30 Angriffe auf die Bomberformationen flogen und vier Flugzeuge beschädigten. Die P-51 Mustangs vermeldeten den Abschuss von drei japanischen Fliegern. Über dem Ziel wurden sieben Bomber durch das Flakfeuer beschädigt. Bei diesem Einsatz hatten die Amerikaner keine Verluste durch Feindeinwirkung, aber zwei B-29 und eine P-51 gingen wegen technischer Probleme verloren. 51 B-29 mussten bei diesem Einsatz auf Iwojima notlanden.

### 15. Juni 1945
Mit der Mission 203 der 20th AF erfolgte das letzte Flächenbombardement mit Brandbomben von Osaka. Der Angriff hatte verschiedene noch intakte Stadtgebiete zum Ziel. Zwei Zielgebiete waren die Wohnquartiere im südlichen und südöstlichen Stadtteil. In diesen befanden sich neben Wohnhäusern eine Vielzahl von Kleinbetrieben und Heimindustrien. Ein drittes Zielgebiet war das große Industrieviertel ganz im Norden der Stadt. Ein weiteres Ziel war der Vorort Amagasaki mit der Awanishi-Fabrik, in welcher sich Fertigungslinien für Flugzeugkomponenten befanden. Weiter gab es in dem Vorort Raffinerien für Synthetisches Öl, ein wichtiges Großkraftwerk sowie verschiedene weitere Fabriken. Für diesen Luftangriff sammelte das XXI Bomber Command nochmals alle verfügbaren Kräfte der 58th 73rd, 313th und 314th Bombardment Wings. Auf den Marianen starteten für diesen Angriff 511 B-29-Bomber. Zwei Bomber stürzten unmittelbar nach dem Start ab. Die restlichen Bomber erhielten ab Iwojima Jagdschutz von 100 P-51 Mustang vom VII Fighter Command. Als die Formationen in eine Schlechtwetterfront gelangten, mussten 40 Bomber den Einsatz wegen heftiger Turbulenzen abbrechen. Ebenso mussten sämtliche Jagdflieger den Einsatz abbrechen und umkehren. Über Osaka angekommen fanden die Bombenschützen die Stadt unter einer geschlossenen Wolkendecke. 444 B-29 luden mit Radarhilfe ihre Bomben aus einer Höhe von 4.968–8.199 m ab. 25 weitere Bomber flogen das Ausweichziel an. Bei diesem Angriff wurden über Osaka 466,3 Tonnen AN-M47-Brandbomben, 2.154,6 Tonnen AN-M50-Stabbrandbomben und 67,1 Tonnen AN-M69-Napalmbomben abgeworfen. Die entfachten Flächenbrände zerstörten weitere 7 km² Stadtgebiet und weitere 50.135 Wohngebäude sowie 1.479 Fabriken wurden ein Raub der Flammen. Gemäß japanischen Angaben forderte der Angriff in Osaka (ohne Amagasaki) 425 Tote, 1.371 Verletzte und 56 Vermisste. 173.923 Personen wurden durch den Angriff obdachlos und 147.835 Menschen wurden nach dem Angriff evakuiert. Bei diesem Angriff hatten die Amerikaner trotz starkem Flakfeuer keine Verluste durch Feindeinwirkung. 43 B-29 mussten im Rahmen des Einsatzes auf Iwojima notlanden. Nach dieser Mission beendete die 20th Air Force die Flächenangriffe gegen Osaka, da die Stadt als strategisches Ziel zu existieren aufgehört hatte. Die weiteren Angriffe galten den noch intakten Industriebetrieben.

### 26. Juni 1945
An diesem Tag flog die Twentieth Air Force neun Einsätze gegen Ziele in Akashi, Eitoku, Kagamigahara, Nagoya, Kawasaki und Osaka. Die Luftangriffe hatten in den Orten verschiedene Industriebetriebe und Arsenale zum Ziel und erfolgten mit Jagdschutz durch P-51 Mustang vom VII Fighter Command aus Iwojima.
Die Mission 223 der 20th AF hatte das Sumitomo-Leichtmetall-Werk in Osaka zum Ziel. Auf den Marianen starteten 71 B-29 des 58th Bombardment Wing zu diesem Präzisionsbombardement. 64 Bomber luden ihre Bombenlast mittels Radarhilfe, aus einer Höhe von 5.974–7.711 m, über einer geschlossenen Wolkendecke ab. Sieben weitere Bomber konnten ihre Ziele nicht ausmachen und luden ihre Bomben ungezielt über der Stadt ab. Die B-29 warfen bei diesem Einsatz 346,5 Tonnen AN-M56-Sprengbomben (4.000-Pfund / 1.814 kg) ab. Da wegen des schlechten Wetters vorerst keine Zielauswertung erfolgte, war über den angerichteten Schaden zunächst nichts bekannt. Spätere Auswertungen ergaben dann, dass die Bomben lediglich rund 11 % der Fabrikhallen zerstört oder beschädigt hatten. Die B-29 beobachteten bei diesem Einsatz fünf japanische Jagdflieger, die fünf Angriffe auf die Bomberformation flogen. Über dem Ziel wurde moderates Flakfeuer ausgemacht, aber kein Bomber ging durch die japanische Abwehr verloren. Acht B-29 mussten bei diesem Einsatz auf Iwojima notlanden.
Das Ziel der Mission 224 der 20th AF waren die Arsenale von Osaka. Diese lagen nordöstlich der Burg Ōsaka und waren bereits am 7. Juni mit wenig Erfolg bombardiert worden. Da die Anlage eine gewisse Ausdehnung hatte, blieben verschiedene Lager- und Produktionshallen unbeschädigt. Zu dem Präzisionsbombardement starteten auf den Marianen 120 B-29 vom 73rd Bombardment Wing. Da die Piloten das Zielgebiet unter einer geschlossenen Wolkendecke vorfanden, erfolgte der Bombenabwurf mit Radarhilfe. 109 Bomber warfen aus einer Höhe von 5.306–9.022 m 687,6 Tonnen AN-M66-Sprengbomben (2.000-Pfund / 907 kg) auf das Zielgebiet ab. Elf Bomber konnten das Ziel nicht ausmachen und warfen ihre Bomben aufs Geratewohl ab. Die Bomberbesatzungen berichteten, dass die Bomben einzelner Staffeln mehrere Hallen trafen und Sekundärexplosionen auslösten. Die Bombenladungen anderer Staffeln sollen das Ziel um bis zu 1,8 km verfehlt haben. Spätere Auswertungen ergaben, dass der Angriff keine nennenswerten Schäden an den Arsenalgebäuden verursachte. Während des Einsatzes beobachteten die Bomberbesatzungen zwölf japanische Jagdflieger, die sieben Angriffe auf die Bomberformation flogen. Nach dem Angriff beanspruchten die Amerikaner einen Abschuss sowie einen weiteren wahrscheinlichen Abschuss für sich. Bei diesem Einsatz ging eine B-29 aus unbekannten Gründen verloren und 14 B-29 mussten auf Iwojima notlanden.
Die beiden Angriffe zerstörten 5.351 Wohnhäuser sowie 155 Fabrikanlagen und Lagerhallen. Gemäß japanischen Angaben forderten die beiden Angriffe in der Stadt 373 Tote, 702 Verletzte und 51 Vermisste. 40.782 Personen wurden durch die Angriffe obdachlos und 34.665 Menschen wurden nach dem Angriff evakuiert.

### 19. Juli 1945
In der Nacht vom 19. auf den 20. Juli flog die Twentieth Air Force mit der Mission 281 einen Angriff auf die Erdölraffinerie von Amagasaki, einem Vorort von Osaka. Dieser Angriff erfolgte im Rahmen der sogenannten Eagle-Missionen, welche Einrichtungen von Mineralölunternehmen (Erdölraffinerien, Tanklager usw.) auf den Japanischen Hauptinseln zum Ziel hatten. Von 84 auf den Marianen gestarteten B-29 des 315th Bomb Wing erreichten 83 Bomber das Zielgebiet. Jeder Bomber war mit über 8 Tonnen AN-M64-Sprengbomben beladen. Die Bomber warfen mit Radarhilfe, aus einer Höhe von 4.696–5.151 m rund 702 Tonnen Sprengbomben auf die Erdölraffinerie ab. Von der Raffinerie wurden 12 von 14 Gebäuden sowie 10 von 12 Lagertanks zerstört. Trotz heftigem Flakfeuer über dem Ziel wurde kein Bomber beschädigt. Eine B-29 musste auf dem Rückflug auf Iwojima notlanden.

### 24. Juli 1945
An diesem Tag flog die Twentieth Air Force wiederum Einsätze gegen Industriebetriebe und Arsenale in Takarazuka, Kawana, Eitoku, Nagoya, Handa und Osaka. Die Einsätze erfolgten mit Jagdschutz durch P-51 Mustang vom VII Fighter Command.
Die Mission 284 der 20th AF hatte nochmals das Sumitomo Leichtmetall-Werk in Osaka zum Ziel, da dieses beim letzten Angriff nicht ausreichend zerstört wurde. Von den 90 auf den Marianen gestarteten B-29-Bombern des 58th Bombardment Wing erreichten 86 das Zielgebiet in einer Höhe von 6.065–6.736 m. 82 Bomber warfen bei guter Sicht 422,7 Tonnen Sprengbomben auf die Fabrikanlagen ab. Vier weitere Flieger konnten das Ziel nicht ausmachen und warfen ihre Bomben ungezielt ab. Von den abgeworfenen 244 AN-M56-Sprengbomben (4.000-Pfund / 1.184 kg) trafen 155 das Fabrikareal. Auswertungen ergaben, dass die Fabrikanlage durch die beiden Angriffe zu 89,6 % zerstört wurde. Das starke Flakfeuer über dem Ziel beschädigte 50 Bomber. Eine B-29 bekam über dem Ziel einen direkten Flaktreffer ab und brach auseinander, wobei alle elf Besatzungsmitglieder umkamen. Bei diesem Einsatz mussten 42 B-29 auf Iwojima notlanden.
Da beim vorhergehenden Angriff auf die Arsenale von Osaka diese nicht präzise getroffen wurden, flog die 20th AF mit der Mission 286 einen weiteren Angriff auf diese Anlagen. Zu dem Einsatz starteten auf den Marianen 170 B-29 vom 73rd Bombardment Wing. Über Osaka angekommen, war das Ziel von Dunst verdeckt und nur Teilweise erkennbar. 154 Bomber warfen aus einer Höhe von 6.065–7.010 m 916 Tonnen AN-M66-Sprengbomben (2.000-Pfund / 907 kg) auf das Zielgebiet. Neun weitere B-29 warfen 53,5 Tonnen Sprengbomben auf das Ausweichziel Kuwana. Von den 216 auf das Primärziel abgeworfenen Bomben trafen nur 28 das Arsenalgelände. Spätere Auswertungen ergaben, dass die beiden Angriffe auf das Ziel die Arsenale zu 18,1 % zerstört hatten. Das starke Flakfeuer über dem Ziel beschädigte 46 Bomber, führte aber zu keinen Verlusten. 39 B-29 mussten im Rahmen des Einsatzes auf Iwojima notlanden.
Die Angriffe an diesem Tag zerstörten in Osaka 417 Wohnhäuser sowie 15 Fabrik- und Lagerhallen. Gemäß japanischen Angaben forderten die beiden Angriffe in der Stadt 201 Tote, 466 Verletzte und 191 Vermisste. 2.969 Personen wurden durch die Angriffe obdachlos und 2.522 Menschen mussten nach dem Angriff evakuiert werden.

### 25.–28. Juli
An diesen Tagen führte die US Navy trägergestützte Luftangriffe auf Ziele im Raum Osaka und Kōbe durch. An dem Angriff beteiligten sich Flugzeuge vom Typ TBF Avenger, SB2C Helldiver und F6F Hellcat der Task Force 37 (TF 37). Die Flugzeuge die zuvor auf Flugzeugträgern gestartet waren griffen Flugfelder, Kraftwerke, Eisenbahnanlagen und Schiffe mit Bomben, Raketen und Bordwaffen an.

### 30. Juli 1945
An diesem Tag griffen Jagdbomber vom VII Fighter Command aus Iwojima Eisenbahnanlagen und Flugfelder im Großraum von Osaka und Kōbe an.

### 1. August 1945
An diesem Tag griffen 30 P-51 Mustang vom VII Fighter Command aus Iwojima Eisenbahnanlagen und Flugfelder im Großraum von Osaka und Nagoya an.

### 8. August 1945
An diesem Tag griffen über 100 Jagdbomber vom VII Fighter Command aus Iwojima Eisenbahnanlagen, Flugfelder und weitere Ziele im Großraum von Osaka an.

### 9. August 1945
Die Mission 322 der 20th AF hatte nochmals die Erdölraffinerie von Amagasaki in einem Vorort von Osaka zum Ziel. Dieser Angriff erfolgte wiederum im Rahmen der sogenannten Eagle-Missionen. In der Nacht vom 9. auf den 10. August starteten auf den Marianen vom 315th Bomb Wing 107 B-29-Bomber. 95 B-29 warfen daraufhin aus einer Höhe von 4.633–5.273 m mit Radarhilfe 918 Tonnen AN-M64-Sprengbomben auf die Erdölraffinerie. Nach diesem Angriff war die Nippon-Raffinerie in Amagasaki komplett zerstört. Bei diesem Angriff hatte das 315th Bomb Wing keine Verluste, aber 14 Bomber mussten auf Iwojima notlanden.

### 14. August 1945

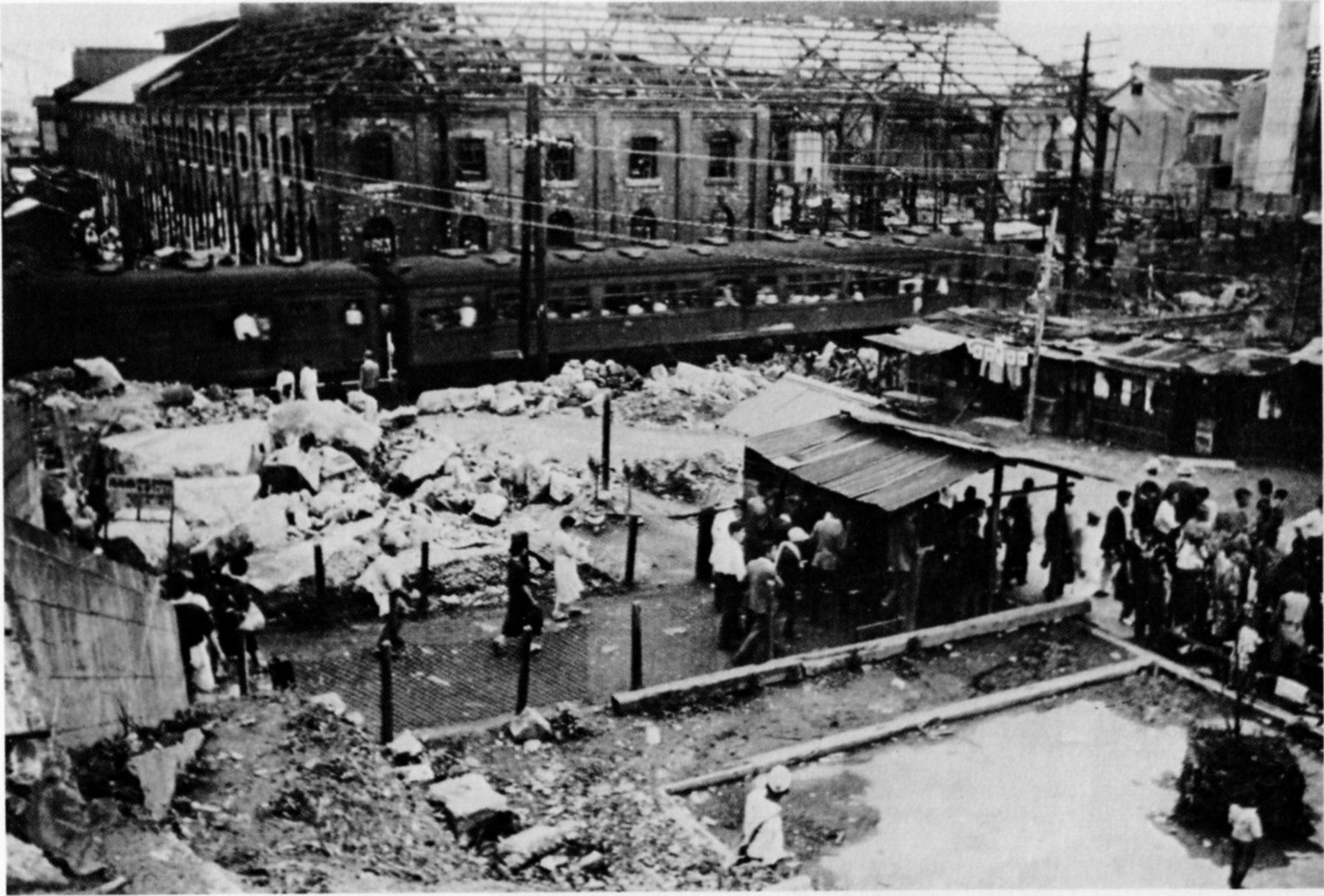
Der Bahnhof Kyobashi im Juni, 1946 (zehn Monate nach der Bombardierung)

Einen Tag, bevor der Tennō Hirohito in einer landesweit ausgestrahlten Radioansprache die bedingungslose Kapitulation des japanischen Kaiserreichs bekannt gab, erfolgte der letzte Luftangriff auf Osaka. Mit der Mission 328 flog die Twentieth Air Force einen weiteren Angriff auf das Arsenal Osaka. Die zwei vorhergehenden Luftangriffe waren wenig erfolgreich und konnten die Arsenale nicht nachhaltig zerstören. Auf den Marianen starteten nochmals 161 B-29 vom 73rd Bombardment Wing, die mit 1.000-Pfund-AN-M65 (454 kg) und 2.000-Pfund-AN-M66 (907 kg) Sprengbomben beladen waren. Der Einsatz erfolge mit Jagdschutz von P-47 Thunderbolt und P-51 Mustang des VII Fighter Command. 147 Bomber erreichten die Stadt bei guten Sichtverhältnissen, in einer Höhe von 6.736–7.650 m. 145 Bomber warfen 640,9 Tonnen Sprengbomben auf die Arsenale ab. Von den abgeworfenen 843 Bomben schlugen 650 im Zielgebiet ein und zerstörten weitere 44,5 % der Arsenalgebäude. Zehn weitere Bomber konnten das Zielgebiet nicht ausmachen und luden ihre Bomben ungezielt über der Stadt ab. Vier AN-M66-Bomben einer B-29 trafen den Bahnhof Kyōbashi, der mit Menschen überfüllt war, die auf ihre Evakuierung aus der Stadt warteten. Die Bomben trafen zwei vollbesetzte Züge sowie einen Bahnsteig mit wartenden Menschen. Es konnte nie ermittelt werden, wie viele Menschen durch diese Bombentreffer ums Leben kamen. Daneben griffen die Jagdflugzeuge der Eskorte mit Bordwaffen ebenfalls Bodenziele an. Der letzte Luftangriff auf Osaka zerstörte weitere 1.009 Wohngebäude sowie neun Fabriken. Gemäß japanischen Angaben forderte der Angriff in der Stadt 396 Tote, 122 Verletzte und über 500 Vermisste (ohne die Opfer vom Bahnhof Kyōbashi). 2.284 Personen wurden durch den Angriff obdachlos und 1.921 evakuiert. Das heftige Flakfeuer über dem Ziel beschädigte 26 Bomber, führte aber zu keinen Verlusten. Vier B-29 mussten auf dem Rückflug auf Iwojima notlanden. Noch bevor die letzten Bomber wieder auf den Marianen gelandet waren, gab der US-amerikanische Präsident Harry S. Truman die Einstellung der Kampfhandlungen bekannt.

## Auswirkungen

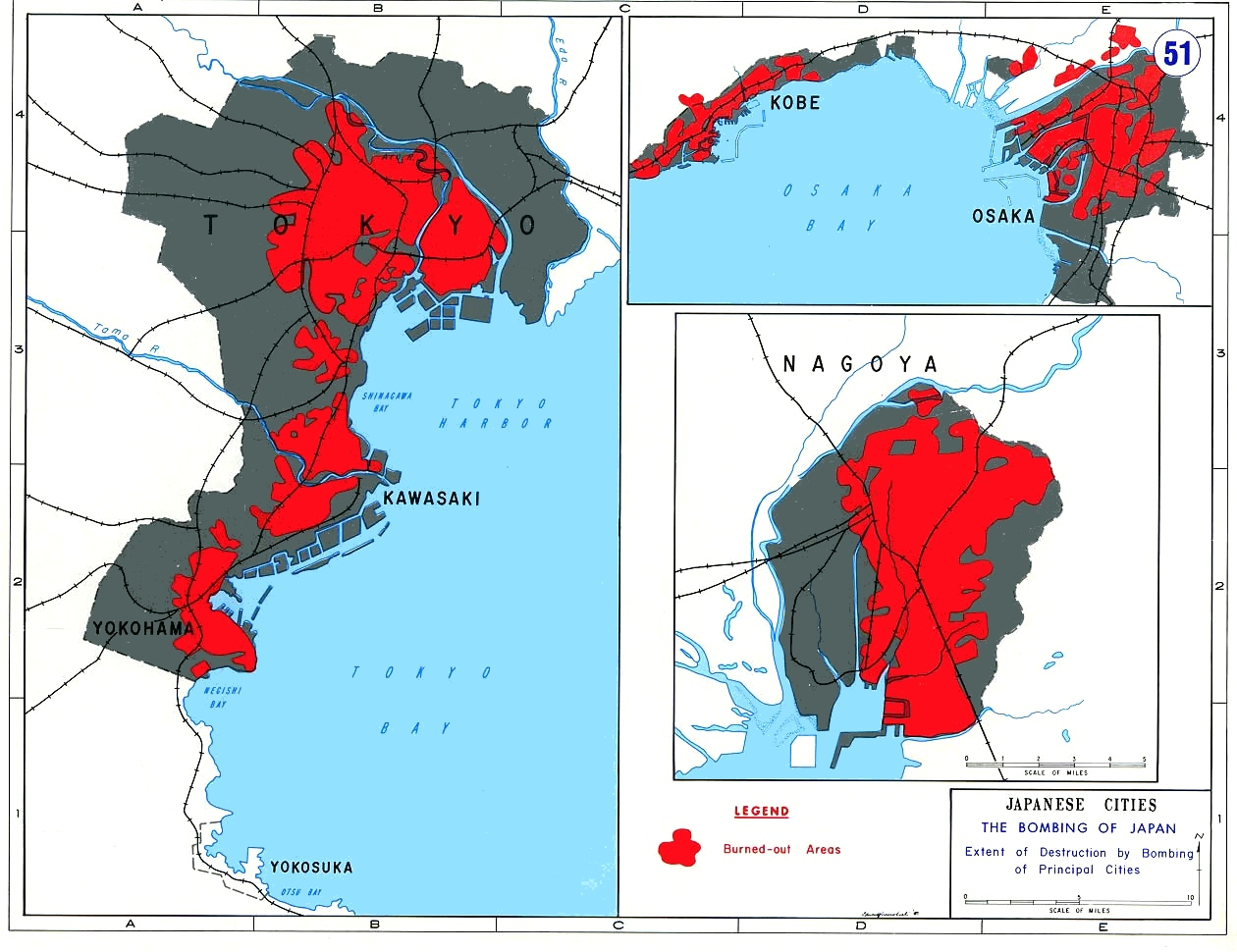
Bombenschäden an den japanischen Städten Kōbe, Tokio, Osaka und Nagoya

Nachdem die Bomber der Twentieth Air Force, innerhalb drei Monaten die Stadt systematisch vom einen Ende zum anderen niedergebrannt hatten, existierte Osaka nicht mehr als strategisches Ziel. Die beiden von der USAAF gesetzten Ziele, die Zerstörung der Industrieviertel sowie die Bevölkerung zu dezimieren und zu zermürben, wurden gemäß den Auswertungen des USSBS erreicht. Die Flächenangriffe mit Brandbomben verursachten enorme Schäden und forderten tausende Opfer unter der Zivilbevölkerung. Jedoch konnten durch die Flächenbombardements nur 25 % der in der Stadt angesiedelten Industriebetriebe zerstört werden. Die Präzisionsbombardements der Industriebetriebe und der Arsenale wurden nur bedingt als Erfolg gewertet. Erst nach mehrmaligen Angriffen konnten die Einzelziele nachhaltig zerstört werden. Trotzdem führten die Luftangriffe zu einer massiven Verringerung von Osaka industrieller Kapazität, was zu einem starken Rückgang der Industrie- und Rüstungsproduktion führte. So sank zum Beispiel der Stromverbrauch der Stadt von 50 Millionen kWh im April 1945 auf 7 Millionen kWh im Juli 1945.
Insgesamt wurden von der Twentieth Air Force 9.316,8 Tonnen Bomben auf Osaka abgeworfen (ohne Vororte). Davon waren 92 % Brandbomben. Von der Stadtfläche wurde durch die Angriffe knapp 40 km² niedergebrannt. Von dem urbanen Gebiet wurden 35 % komplett zerstört. Durch die Bomben wurden 310.095 Wohngebäude zerstört und weitere 11.582 beschädigt. Zusätzlich wurden 8.531 Industriegebäude zerstört. Die Angriffe forderten gemäß japanischen Angaben am Boden 12.620 Tote und Vermisste, 23.037 Verletzte und machten 1.134.552 Einwohner obdachlos. Weitere 891.347 Menschen verließen die Stadt eigenmächtig oder wurden evakuiert. Mitte August 1945 befanden sich von den zu Beginn der Bombardierungen in Osaka lebenden Einwohnern nur noch 30 % in der Stadt.
Die amerikanischen Verluste waren im Vergleich zu den japanischen minimal; lediglich 14 B-29 gingen durch Feindeinwirkung verloren.
Die wiederholten schweren Flächenangriffe führten zu einer zunehmenden Degenerierung des sozialen Gemeinschaftslebens. Durch die Angriffe brach die Wasser- und Stromversorgung in der Stadt weitgehend zusammen und trotz der Öffnung der noch intakten Nahrungsmitteldepots wurden die Nahrungsmittel bald knapp. Die Bergungen, Versorgung der Überlebenden sowie die Aufräumarbeiten in der zu großen Teilen zerstörten Stadt gestalteten sich für die arg dezimierten Hilfskräfte als schwierig und aufwändig. Die Angriffe auf die Zivilbevölkerung stellten laut einer Nachkriegsbefragung durch das USSBS den stärksten Faktor dar, der die Bevölkerung davon überzeugte, dass der Krieg verloren sei.